# Mosaïque d'Alexandre
 (septembre 2014).
Si vous disposez d'ouvrages ou d'articles de référence ou si vous connaissez des sites web de qualité traitant du thème abordé ici, merci de compléter l'article en donnant les références utiles à sa vérifiabilité et en les liant à la section « Notes et références ».
La mosaïque de la bataille d’Alexandre est une mosaïque de sol découverte en 1831 à Pompéi dans la maison du Faune, une des domus les plus grandes et richement décorées de la ville. La maison occupe toute une insula et contient d’autres mosaïques de sol d’une grande qualité. Celle dite d'Alexandre, la plus grande et la plus impressionnante, peut représenter soit la bataille d’Issos, où Alexandre le Grand vainquit le roi perse Darius III, soit une synthèse de plusieurs batailles opposant le conquérant macédonien aux Achéménides. 
On estime que la mosaïque date de la fin du IIe siècle av. J.-C. mais que la peinture originale sur laquelle elle a été copiée date de la deuxième moitié du IIIe siècle av. J.-C. : cette œuvre de grande qualité est en même temps un témoignage exceptionnel de la peinture hellénistique bien que le peintre soit inconnu. Elle se trouvait dans la maison d'une riche famille probablement samnite, d'une aristocratie provinciale récemment intégrée à la République romaine et gardant son propre réseau d'échanges avec l'Égypte des Lagides. 
Elle mesure 5,82 m sur 3,13 m, cadre compris. Elle est faite en opus vermiculatum contenant 30 tesselles par cm2 soit environ 5.464.980 tesselles de seulement quatre couleurs différentes : jaune, rouge, noir et blanc. Elle est exposée aujourd’hui au musée archéologique national de Naples.

## Contexte historique

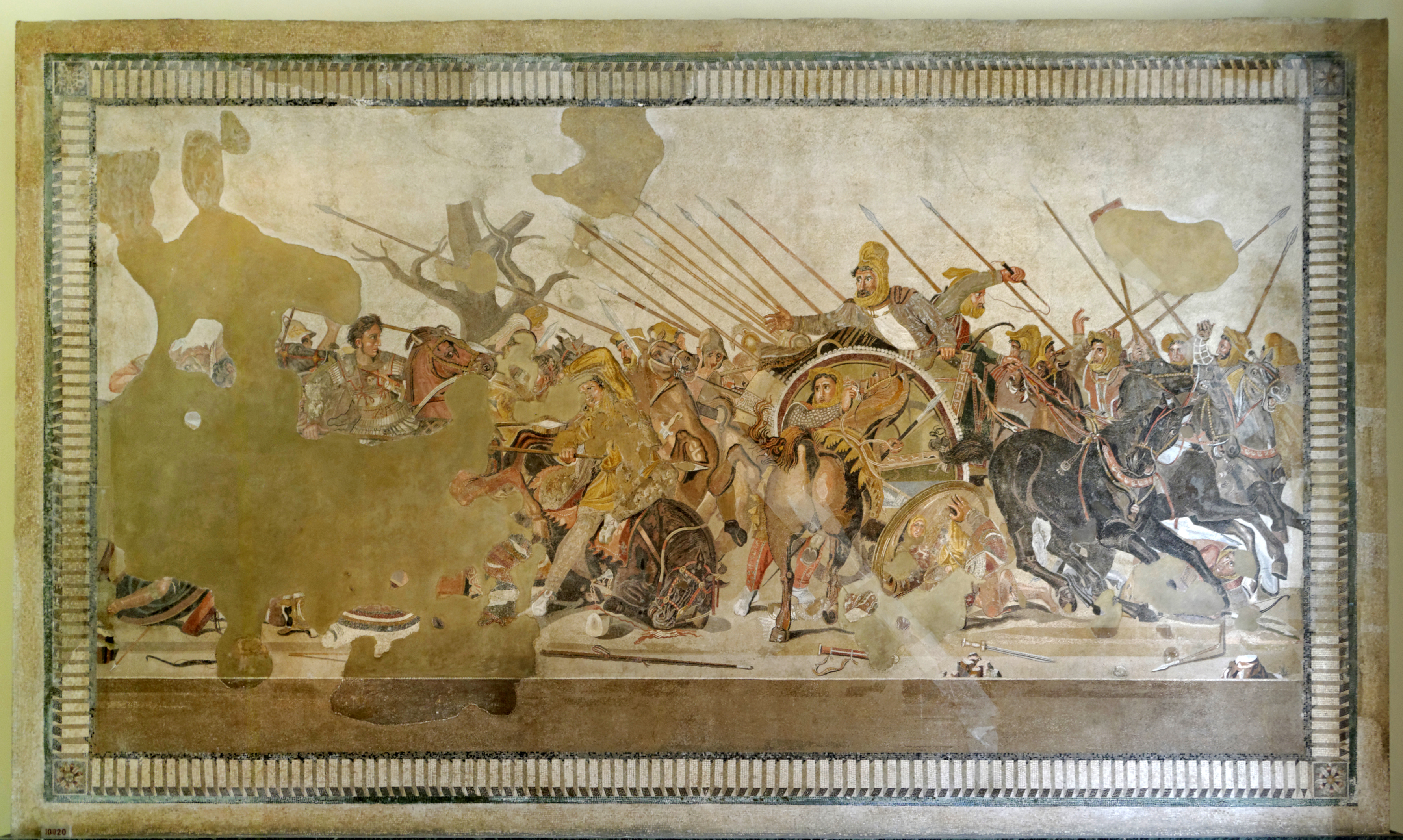
Mosaïque d'Alexandre, maison du Faune à Pompéi, musée archéologique national de Naples.

Alexandre le Grand a vaincu le roi perse Darius III en 331 av. J.-C. et réalisé la conquête de l’Empire achéménide. Cet empire, qui est alors le plus vaste du monde, a pour centre l'Iran et s’étend de la Thrace jusqu’aux limites de l’Inde en passant par l’Égypte.
Après avoir conquis l'Asie Mineure à partir de 334 av. J.-C., Alexandre et son armée pénètrent en 333 av. J.-C. en Cilicie pour en chasser les troupes perses qui pratiquent alors la politique de la terre-brûlée. Le Macédonien est donc accueilli en « libérateur ». Il parvient à empêcher certaines destructions ce qui lui apporte le soutien des populations. De son côté, Darius, accompagné d’une armée forte de 600 000 hommes, marche vers la Cilicie pour soutenir ses troupes déjà sur place. Son assurance, due à la supériorité numérique de ses troupes, lui fait commettre des imprudences comme foncer tête baissée vers son concurrent au lieu de l'attendre dans un endroit propice à sa cavalerie. Les deux belligérants se rencontrent dans la plaine d’Issos le 12 novembre 333 av. J.-C. Le combat est rude mais Alexandre, malgré l’infériorité numérique de ses troupes, inflige une défaite aux Perses. Darius et le reste de son armée s’enfuient. Alexandre les pourchasse avec une partie de ses hommes jusqu’à la tombée de la nuit, sans succès. Le reste de la troupe reste sur place pour piller le camp adverse. La famille de Darius, dont sa mère, est capturée.

« Autour du char de Darius gisaient les chefs les plus distingués de son armée […]. Cependant, les chevaux qui traînaient Darius, percés de traits et effrayés par la douleur, commençaient à secouer le joug et à faire chanceler le roi sur son char. Craignant alors de tomber vivant au pouvoir de ses ennemis, Darius saute à bas et monte sur un cheval qui le suivait pour cet usage. Il craint aussi que les ornements de la royauté ne signalent sa fuite et les rejette au loin. »

— Quinte-Curce, Histoire d'Alexandre, III, 11 (Trad. Schmidt 2009, p. 74)
Les Perses étant vaincus, Alexandre part à la conquête de la Phénicie et l’Égypte. Les cités de Tyr et de Gaza, fières de leur indépendance, lui résistent mais sont finalement vaincues. Alexandre arrive en Égypte, accueilli en « libérateur » par la population indigène. Darius tente à plusieurs reprises de négocier avec Alexandre en lui proposant des pays entiers et la main de sa fille contre la paix et la certitude que l’armée macédonienne n’ira pas plus loin en Orient. Alexandre refuse, le considérant déjà comme un roi déchu.
Entre 333 av. J.-C. et 331 av. J.-C., Alexandre met de l’ordre dans l’administration de ses nouveaux territoires pour assurer ses arrières et ainsi éviter les rébellions internes. C’est aussi à cette époque qu’il pose les fondations d'Alexandrie d’Égypte. Il repart ensuite à la poursuite de Darius en remontant vers le nord de la Mésopotamie pour traverser l’Euphrate et le Tigre à des endroits accessibles. Darius, de son côté, a eu le temps de préparer une armée considérable qui comporte une multitude de peuples différents (Perses, Mèdes, Bactriens, Parthes, Sakas, Indiens, etc. et même des éléphants de guerre indiens). La bataille de Gaugamèles s’engage le 1er octobre 331. Alexandre fait en sorte de disperser les Perses et choisit le moment propice pour foncer à travers une brèche et atteindre Darius à la tête de la cavalerie des Compagnons.

« Alexandre, désireux de remédier personnellement à la défaite des siens, se lança contre Darius en personne avec l’escadron royal et les autres cavaliers choisis »

— Diodore de Sicile, XVII (trad. Moreno 2001,p. 18).
Il est dit qu’Alexandre aurait lancé sa sarisse contre Darius en personne et atteint l’aurige du char royal. Il manque de peu Darius qui s’enfuit une nouvelle fois. Alexandre doit renoncer à la poursuite car il doit aider sa phalange de Parménion alors en grande difficulté. Désormais maître de la majeure partie de l'Empire perse, Alexandre séjourne quelques semaines en tant que nouveau Grand Roi à Suse, la capitale des Achéménides. Darius est assassiné en 330 av. J.-C.

## Hypothèses sur l’origine de la mosaïque
Les sources concernant la mosaïque d’Alexandre nous permettent d’affirmer qu’elle fut inspirée par une peinture plus ancienne, de la fin du IVe siècle, soit quelque temps après la victoire macédonienne. Les historiens ne sont malheureusement pas d’accord sur son origine. Ada Cohen (en) est d'avis qu’il est impossible de savoir qui est l’auteur de la peinture originale. En revanche, Margarete Bieber pense que la peinture originale aurait été commandée par Cassandre, et émet la théorie que la peinture et la mosaïque représenteraient non pas une bataille mais les trois qui ont opposé les Macédoniens aux Perses : Granique, Issos et Gaugamèles. La mosaïque serait donc le symbole d’une victoire plutôt que le récit exact d’une seule bataille. Paolo Moreno affirme lui qu’il s’agit d’une œuvre d’Apelle : plusieurs rois élus lors du partage de l’Empire à la suite de la mort du fils d’Alexandre ont en effet commandé des œuvres à sa gloire. On citera par exemple Cassandre ou Ptolémée Ier. Selon les écrits de Pline, des artistes comme Philoxénos d'Érétrie, Aristide de Thèbes, Apelle ou encore Hélène d’Égypte ont peint de telles œuvres.
- Hélène d’Égypte : elle est mentionnée dans les écrits de Ptolémée Héphestion, un grammairien originaire d’Alexandrie. Il nous apprend notamment que la peinture de l’Égyptienne est précisément celle de la bataille d’Issos. Mais ses textes sont contestés et on estime aujourd’hui qu’il s’agissait d’une façon de faire l’éloge de sa ville natale en lui attribuant une pareille œuvre. On ne sait même pas si cette fameuse Hélène a vraiment existé[3].

- Philoxénos d'Érétrie : il est le disciple de Nicomaque de Thèbes et suivait son exemple dans la rapidité d’exécution des œuvres. C’est cette vitesse qui fait qu’on pourrait avoir du mal à lui attribuer la peinture. Elle devait en effet être d’une incroyable qualité quand on regarde la partie intacte de la mosaïque, copiée sur l’originale, comparée aux mauvaises modifications apportées par la suite. La peinture pourrait malgré tout être une de ses œuvres tardives avec laquelle on pourrait voir l’évolution artistique du peintre. Selon une source ancienne, Philoxénos « peignit pour le roi Cassandre cette bataille d’Alexandre contre Darius, qui ne le cède à aucune autre peintre »[4]. Il était donc en rapport avec la cour de Macédoine on suppose qu’il est également l’artiste qui a peint les fresques de la nécropole de Vergina à Pella, datées de la fin du IVe siècle[5].

- Apelle : il était présent dans les cours des rois Philippe II, Alexandre et de ses successeurs. Il fut même nommé peintre officiel d’Alexandre et connaissait donc très bien les traits du roi. Il était le plus enclin à le portraiturer sans avoir de modèle. Aucune de ses œuvres, dont on est sûr de l’origine, ne nous est parvenue, mis à part une copie du tableau d’Alexandre en Zeus retrouvée à Pompéi.

La pensée dominante actuelle considère que Philoxénos est l’auteur de la peinture et qu’elle fut donc commanditée par Cassandre. Elle aurait été faite à Athènes pour le palais de Cassandre à Pella, en Macédoine. Après la bataille de Pydna en 168 av. J.-C., qui a vu la victoire de l’armée du romain Paul Émile sur le royaume de Macédoine, elle aurait été transportée à Rome avec le butin des vainqueurs.
Enfin, les historiens estiment la date de la création de la mosaïque aux alentours des années 100 av. J.-C. Le lieu de sa découverte permet d’affirmer qu’il s’agissait de la maison d’un riche propriétaire de Pompéi. Il copia la peinture pour en faire une mosaïque qu’il intégra dans sa somptueuse maison. D’après son style, les experts ont pu déterminer qu’elle a été fabriquée dans un grand atelier d’Alexandrie. Elle aurait été ensuite transportée de l'Égypte à Pompéi. Mais faute de sources suffisantes, il ne s’agit que d’hypothèses.

## Caractéristiques de la mosaïque
Pour être transportée depuis son lieu de création en Égypte jusqu’à Pompéi, la mosaïque fut séparée en deux parties dont on voit encore aujourd’hui la ligne de séparation. Le détachement de son lieu d’origine, son transport et sa pose dans la maison du Faune l’ont en effet détériorée. Des retouches ont été faites mais la technique utilisée est différente. Les scènes n’ont pas toujours été bien interprétées, ce qui gâche la mosaïque avec des détails de qualité inférieure. Il s’agit principalement du bord gauche de la partie droite qui se trouve près du char de Darius où l’on observe par exemple, de bas en haut : un cheval noir à terre avec une jambe dédoublée et un sabot qui n’y est pas rattaché, une jambe isolée sans le reste du corps, l’étrange croupe d’un cheval qui semble tomber, une lance discontinue et un homme dont le visage est très mal exécuté par rapport aux autres personnages.
Le cadre est composé de denticules qui donnent un effet de perspective et d’un motif floral à chaque coin de l’œuvre. En établissant des parallèles avec d’autres mosaïques du monde grec, on se rend compte qu’il existe plusieurs cadres de ce type, par exemple celui d’un édifice près de Xanthos en Lycie ou encore celui d’une autre mosaïque à Rhodes, présentés dans le livre de Moreno. En plus du cadre à denticules que possèdent ces trois exemples, deux possèdent une succession de plusieurs encadrements, notamment des motifs ondulés. Lors de sa découverte, la mosaïque d’Alexandre était entourée par un cadre de tesselles blanches sans motifs d’environ 1 m. On peut donc se demander si elle n’était pas composée de plusieurs bordures, comme les mosaïques de Xanthos et de Rhodes, qui ont été remplacées par cette bande blanche pour une raison inconnue.
Elle mesure 5,82 m sur 3,13 m, cadre compris. La taille considérable de la mosaïque pose un problème : pourquoi la partie inférieure de la mosaïque, entre la scène de la bataille et le cadre, est composée d’une bande marron unie ? L’explication la plus simple serait de dire qu’il s’agit d’un rajout pour adapter la mosaïque à l’espace de l’exèdre. Mais on ne sait malheureusement pas lequel s’est adapté à l’autre puisqu’il est aussi possible que la pièce ait été faite en fonction de la mosaïque, ce qui dans ce cas remet en cause la théorie du rajout. Une autre théorie voudrait que cette bande fût déjà présente sur la peinture originale et qu’il s’agirait d’une scène de théâtre sur laquelle serait jouée la bataille. Il est en effet fréquent de voir ce genre de promontoire sur des mosaïques de Pompéi, comme « Médée méditant le meurtre de ses enfants », « Thésée vainqueur du minotaure » ou encore les « Musiciens ambulants » qui sont toutes les trois mises en scène comme si le spectateur était assis dans les gradins d’un théâtre. Perrin recherche même les gradins sur lesquels la vue aurait été prise. Il s’agit en général des meilleures places, à savoir de la 5e à la 8e rangée suivant la pente du théâtre et non les places des privilégiés aux premiers rangs.
Elle est composée en opus vermiculatum avec environ 2 à 4 millions de tesselles de seulement quatre couleurs différentes : jaune, rouge, noir et blanc. Le teint beige de l’œuvre nous indique dès le premier regard que le jaune fut la couleur la plus utilisée. Moreno explique ce choix par la représentation de poussière dégagée par l’agitation du combat : « la sonorité assourdie des teintes dans le lointain évoque le filtre de la poussière qui enveloppait le champ de bataille de Gaugamèles ». Les teintes sont éclaircies ou au contraire assombries par endroits suivant l’apport de lumière comme sur le visage d’Alexandre où l’on peut voir le reflet de la lumière sur sa joue. Ces nuances accentuent l’effet de profondeur.

## Analyse des scènes

### La bataille
On assiste au moment où les Macédoniens pénètrent dans le camp adverse pour atteindre le cœur de l’armée, à savoir son chef. L’armée d’Alexandre est en sous-effectif par rapport à celle de Darius et les Macédoniens sont pratiquement engloutis par la masse des Perses. Malgré tout, étant surpris et désemparés, les soldats fourmillent de partout pour tenter de sauver leur vie et celle de leur roi. Si l’on regarde la mosaïque avec un peu de distance, il apparaît que les têtes des combattants sont pratiquement toutes à la même hauteur et qu’elles forment une ligne d’horizon qui empêche d’apercevoir ce qui se trouve derrière, à l’exception d’un arbre.
Les premières lignes perses se battent corps et âme et n’hésitent pas à s’interposer entre les lances macédoniennes et leur roi, quitte à y laisser leur vie. On voit par exemple un personnage à la peau foncée et aux grosses boucles d’oreilles au milieu qui intercepte la lance d’Alexandre, originellement destinée à Darius. Il se fait tuer sous les yeux de son roi qui lui tend la main droite, comme s’il voulait l’aider. Un autre homme, devant la roue du char royal, descend de sa monture pour la laisser à son supérieur en cas de nécessité, ce qui le met gravement en danger. À la bataille d’Issos, Darius s’est enfui à cheval et non en char. Trois hommes sont à terre et plusieurs sont blessés, certains sont même dépeints par l’artiste au moment du coup fatal.
Ce moment est également celui où l’aurige aux commandes du quadrige a le réflexe, bon ou mauvais, de s’échapper et de sauver Darius de cette embuscade. En partant, ils sèment encore plus le désordre en allant jusqu’à écraser leurs soldats qui se trouvent sur leur passage. On voit dans le regard déterminé de l’aurige qu’il n’a aucun scrupule, au contraire de Darius qui paraît impuissant. Moreno prétend même que Darius se fait emmener contre sa volonté et qu’il est surpris par le démarrage qui le bouscule. Il avance comme preuve la main gauche de Darius posée sur le bord du char, comme s’il s’appuyait pour ne pas tomber. La cape ouverte par l’accélération nous donne même une indication sur la vitesse.
La bataille est orientée de façon linéaire, c’est-à-dire que le groupe d’Alexandre donne le départ au cortège de soldats qui se prolonge par les chevaux de Darius qui semblent sortir du cadre. Seul le quadrige du roi vient casser cette ligne droite et donner un effet de perspective et de profondeur. Le cheval qui se trouve devant le char, que l’on voit de dos mais légèrement tourné vers la droite, est placé perpendiculairement à la roue du char et accentue cet effet de virage que prennent les chevaux attelés au char. La profondeur est également renforcée par le décor naturel, par exemple l’arbre est visiblement plus éloigné dans le plan que les pierres devant la scène, mais aussi par les jeux d’ombres qui proviennent plus ou moins d’une seule source de lumière. Moreno va jusqu’à chercher l’heure de la bataille en définissant la position du soleil par les ombres. Les ombres proviennent en effet toutes d’une seule source de lumière mais on peut se demander si l’exactitude d’une mosaïque peut nous donner une information aussi détaillée, surtout lorsque toutes les ombres ne sont pas précises. La tridimensionnalité s’accentue encore par un jeu de couleurs très détaillé. Les quatre couleurs utilisées pour la mosaïque sont ainsi assombries ou éclaircie pour donner du relief aux personnages et aux objets.
Si l'on observe cette cohue en commençant par les lances du fond, on remarque qu’on ne voit pratiquement jamais à qui elles appartiennent ni d’où elles proviennent. Il y en a une vingtaine et la plupart sont dirigées contre les Macédoniens, attirant ainsi le regard sur le « héros » de cette œuvre, Alexandre. On en déduit donc qu’il s’agit d’armes perses. La quantité de lances levées à l’avant du front (vers le milieu de la mosaïque) est très dense et elles sont également plus horizontales – donc plus dirigées contre les Macédoniens - que celles des soldats qui se trouvent à l’arrière du front (à droite de la mosaïque). Le fait qu’il y ait moins de lances à l’arrière et qu’elles pointent vers le ciel, voire de l’autre côté de la bataille, est interprété comme étant la décadence de l’armée perse qui rompt les rangs à l’arrière. Le tournant de la bataille n’est ici représenté par aucun personnage, mais par des objets.

### Les combattants et leurs montures

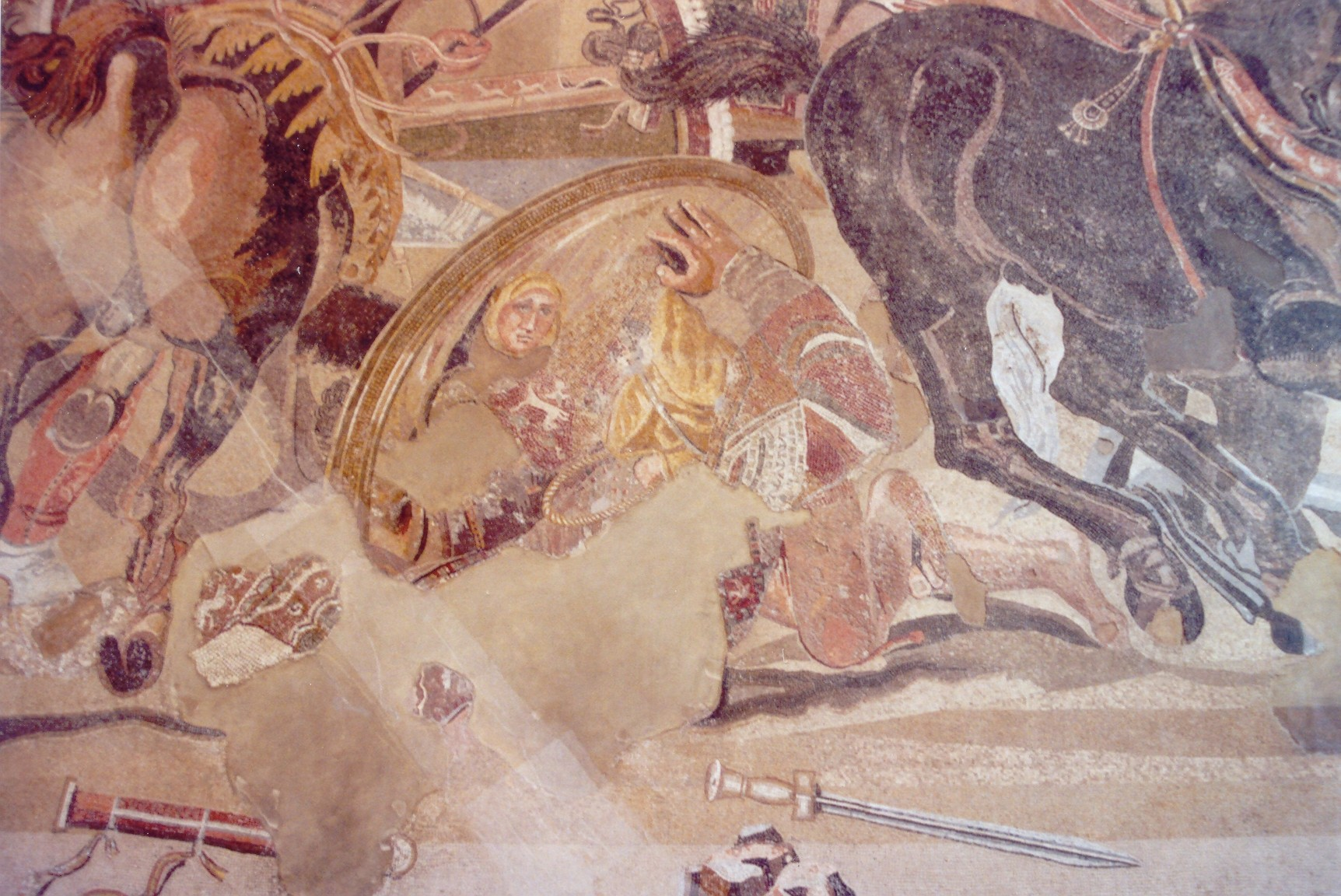
Détail de la mosaïque. Le reflet du visage du soldat perse est visible dans son bouclier.

Comme mentionné précédemment, différents peuples orientaux participent à la bataille au côté de Darius. Il s’agit d’un mélange de soldats perses, indiens et de mercenaires grecs sous les ordres du perse Darius. On les distingue par leurs habits et leurs bijoux que l’artiste a su mettre en valeur.
L’artiste montre, au sein d’une même armée, le contraste de la bravoure et de la fidélité de certains soldats face à la peur et la lâcheté des autres, dont le roi lui-même. Les expressions des visages sont particulièrement représentatives de ces caractères. Alexandre par exemple reste stoïque, le regard droit et sûr de lui, prêt à atteindre son but. Darius en revanche contraste avec son rival par son inquiétude. Il laisse son corps subir le mouvement du char. La bouche ouverte et les yeux écarquillés trahissent son impuissance face à la situation. Le personnage à terre, en dessous de Darius, dont le visage se reflète dans le bouclier montre indirectement la tristesse et la résignation de cet homme qui est sur le point de se faire écraser par le char de son propre roi. Perrin dans son article reprend l’idée de J.-P. Vernant et de F. Frontisi-Ducroux pour analyser ce visage. Il dit que le miroir est un objet féminin et qu’un homme n’a le droit de se voir qu’au travers du regard d’un autre homme égal à lui. Le reflet d’un homme dans un miroir symbolise la défaite. Perrin en vient donc à la conclusion que « le pâle reflet du soldat mourant dans son bouclier, c’est la mort même dans son anonymat ». Les autres soldats perses montrent leur inquiétude, leur rage et on peut même dire pour quelques-uns, une certaine conscience de leur sort, comme le soldat qui libère son cheval pour Darius. La bouche fermée et les sourcils froncés, il regarde la phalange macédonienne arriver sur lui. Les animaux aussi manifestent leur peur. Ils sont complètement affolés et accentuent ce sentiment de pagaille qui s’empare du combat. On remarquera aussi que les hommes se regardent entre eux, tandis que pratiquement tous les chevaux fixent le spectateur.
Il existe un débat sur la présence du mythique cheval d’Alexandre, Bucéphale, dans la scène de la bataille d’Alexandre. En effet, certains auteurs antiques comme Arrien, le mentionnent comme le cheval de la bataille, d’autres comme Quinte-Curce ou Plutarque, affirment que c’est une monture de remplacement qui participa à la confrontation. Mais le plus important à retenir est ailleurs. On observe ici une nouvelle représentation du roi qui n’est plus montré sur un char comme auparavant, mais en conquérant en pleine action, indissociable de son cheval. Ce mouvement commence dès le début du IVe siècle av. J.-C. dans l’art classique grec et atteint sa consécration lorsqu’il est appliqué à Alexandre le Grand. Dès lors, toutes les figures équestres postérieures y sont liées de près ou de loin. La peinture originale de la bataille d’Alexandre est une des premières œuvres où l’on observe cette caractéristique et est donc importante pour l’iconographie puisque ce phénomène de « centaurisation » (relation homme-cheval) dont parle Chandezon est visible jusque dans l’art contemporain avec par exemple les statues équestres d’empereurs ou de généraux.

### Œuvres similaires
On retrouve une représentation de la bataille sur un relief d’un sarcophage de la fin du IVe siècle appartenant à Abdalonimos, haut personnage politique de la ville de Sidon (Liban actuel). L’impression de désordre est toujours présente, voire plus forte puisque les deux camps sont mélangés. Les troupes macédoniennes ne sont toutefois pas englouties par la masse de l’armée perse comme sur la mosaïque. Peut-être pourrait-on y voir un indice qu’il ne s’agit pas de la bataille de Gaugamèles dans laquelle les Macédoniens attaquèrent par surprise en traversant les troupes ennemies. Darius n’est pas présent mais on retrouve la figure d’Alexandre sur son cheval cambré en train de tuer un soldat dont la posture est similaire à celle de la mosaïque, sauf que c’est l’autre bras qui est levé.
Cette scène a également été retrouvée sur plusieurs urnes étrusques de la fin du IIe siècle av. J.-C. Toute l’Italie était sous le contrôle et l’influence de Rome depuis plus d’un siècle. Le fait qu’une scène de guerre ne concernant que des empires externes soit si souvent répétée confirme l’hypothèse que le tableau original devait se trouver à Rome ou dans la région à cette époque et a inspiré les artistes de la région.
Dans un autre contexte, la figure du Perse transpercé par la lance d’Alexandre comporte une incroyable similarité avec la statue de Laocoon faite par Agésandros, Athénodore et Polydoros au Ier siècle av. J.-C. Les deux personnages sont symétriques. Ils se font blesser mortellement au-dessus de la hanche, penchent la tête du côté de la blessure, tentent d’arrêter l’attaque d'une main, lèvent l’autre bras vers leur tête et ne sont pas totalement assis. La ressemblance est frappante.
Une amphore retrouvée dans la région de l’Apulie est animée d’un côté par un cortège représentant Dionysos et de l’autre côté, par Alexandre à la poursuite de Darius s’échappant sur son quadrige. Cette scène est différente des œuvres vues jusqu’à maintenant car elle montre uniquement les deux personnages principaux. Si l’on compare la scène globale de la mosaïque à cette amphore - contemporaine à la Bataille et donc antérieure à l’arrivée du tableau original sur le territoire romain - on s’aperçoit tout de suite de l’influence de ce tableau sur les œuvres postérieures qui s’en inspirent et qui reprennent les mêmes scènes.
Si l'on considère la figure de Darius et son aurige, nous pouvons faire un parallèle avec la fresque de l’enlèvement de Perséphone à Vergina dont nous avons parlé précédemment. Si on fait ressortir les silhouettes des quatre personnages, on remarque qu’ils ont exactement le même positionnement. Perséphone et ses bras tendus seraient l’équivalent de l’aurige qui claque son fouet, et Hadès serait apparenté à Darius, tous deux avec le bras droit tendu en avant et la main gauche un peu en dessous de la tête de l’autre personnage. En sachant que la fresque de Vergina est communément attribuée à Philoxène d'Érétrie, nous avons peut-être ici un indice sur l’auteur du tableau de la bataille d’Alexandre.
Au même endroit, on retrouve une autre peinture également attribuée à Philoxénos, la scène de la chasse de la tombe de Philippe II. Outre l’artiste présumé, la fresque a une autre similarité avec la mosaïque : les arbres. La façon dont l’artiste de Vergina peint la végétation est exactement la même que l’arbre présent sur la mosaïque. C’est d’ailleurs l’unique représentation d’une forme de végétation, bien qu’il soit dépourvu de feuilles. On peut dire qu’il est à l’agonie. Quelques historiens de l’art ont imaginé que cet arbre en train de mourir symbolisait la future défaite de Darius et donc de tout l’Empire perse. Il insère, avec les pierres au premier plan, le combat dans un décor naturel et va de pair avec le paysage triste et uni dans les couleurs ocre. Cette façon de représenter la nature est typique de la période de transition entre l’art classique et l’art hellénistique : un paysage pratiquement dépourvu de végétation avec des couleurs unies où ciel et sol n’ont pas de différence. Nous[Qui ?] parle même « de quelques rochers […] ou d’arbres squelettiques », exactement comme le paysage de la mosaïque d’Alexandre.

## La maison du Faune: la maison d’un riche propriétaire?

### Description
La maison du Faune est une domus construite dans la première moitié du IIe siècle av. J.-C. sur le modèle d’une maison samnite, avant que Pompéi ne devienne une colonie romaine. Elle fut réaménagée vers les années 100 av. J.-C. et on estime à cette date l’arrivée de la mosaïque dans la maison. Elle prend à elle seule toute une insula ce qui en fait une habitation d’une grandeur incroyable. Les pièces de la maison sont agencées par rapport aux deux atriums et aux deux péristyles qui en constituent les éléments centraux. Son nom vient d’ailleurs d’une sculpture d’un « faune dansant » dans l’impluvium d’un de ces atriums.
L’entrée donne directement sur un atrium toscan qui est entouré par des pièces contenant de multiples mosaïques. La tablinum qui s’ouvre sur le premier péristyle ionique se trouve dans la continuité du vestibule d’entrée. Cette ligne droite traverse le péristyle et trace une sorte de chemin qui amène jusqu’à la fameuse mosaïque d’Alexandre. L’œuvre se trouve dans une exèdre séparée du péristyle par deux colonnes corinthiennes. Toutes les pièces de la maison sont décorées avec des peintures en relief d’après le premier style pompéien. Ce qui veut dire que le propriétaire a volontairement décidé de ne pas remplacer ce style traditionnel, alors que la majorité des habitations étaient depuis longtemps passées à d’autres styles. On retrouve d’ailleurs partout dans la maison des décorations hellénistiques ce qui montre déjà un certain attrait du propriétaire pour cette culture. C’est une des seules maisons de Pompéi à avoir autant de mosaïques et d’une aussi grande qualité.

### Le propriétaire
Le propriétaire de la maison n’est pas connu mais diverses théories ont été élaborées. On suppose que c’était un homme important qui était en relation avec le monde hellénistique à cause du style et de l’iconographie des mosaïques. On en a retrouvé des similaires dans le delta du Nil. Il pourrait donc s’agir d’un riche commerçant qui aurait fait fortune grâce à l’Égypte et y aurait commandé des mosaïques pour décorer sa maison, ce qui expliquerait le rapport à l’Égypte.
Il est très probable qu’il soit samnite étant donné que la maison fut construite durant la période samnite de la ville. On ne peut tout de même pas exclure qu’il s’agissait d’un Romain qui s’est installé ici avant qu’elle ne soit partiellement transformée en colonie. Le corps de la maîtresse de maison a été retrouvé dans le tablinum. Elle avait encore tous ses bijoux sur elle, dont une bague sur laquelle était inscrit son nom. On a également retrouvé une dédicace honorifique à l’attention de l’édile Satrius. Ces objets permettent d’observer que le nom de la dernière famille ayant vécu dans la maison est d’origine samnite et que dans l’hypothèse où la domus a toujours appartenu à la même gens, la mosaïque aurait donc été commandée par un samnite.
De plus, d’après A. Cohen, la conservation des peintures du premier style qui décorent les murs de la maison et qui mettent en valeur les représentations figuratives de la mosaïque serait « l’expression des efforts du propriétaire à rappeler ses origines samnites ».

### Les autres mosaïques
Dans le vestibule d’entrée de la maison se trouve la première mosaïque du « chemin » vers la bataille d’Alexandre. Elle représente des masques de théâtre dramatique qui sont accompagnés par des guirlandes de fruits et de végétation.
Le chemin mène ensuite dans l’atrium où cinq autres mosaïques ont survécu. Elles ont une iconographie assez différente l’une de l’autre, mais gardent un certain style en commun que les experts définissent comme étant originaire d’Alexandrie :
- satyre s’accouplant avec une ménade ;
- trois colombes sur une boîte à bijoux ;
- animaux marins flottant dans les airs avec paysage de plage en arrière-plan. Selon Leonhard Walther, comme il y a deux paysages différents, la mosaïque serait inspirée de deux peintures différentes. Mais on a retrouvé une mosaïque pratiquement identique dans une autre domus de Pompéi (VIII, 2, 16) qui viendrait appuyer la théorie d’une unique peinture d’origine. On peut également se demander si les deux mosaïques proviennent du même artiste ou si elles ont été inspirées par la même peinture mais faites par deux personnes différentes. La façon de détailler les poissons dans la mosaïque la plus récente semble confirmer la deuxième solution[17].

Le tableau comporte plusieurs parties. On voit dans la partie du haut, un chat qui attrape une perdrix, dans la partie du milieu, des canards et dans la partie inférieure, des oiseaux, des coquillages et des poissons. L’image dans son ensemble pourrait être une étagère dans un garde-manger, notamment à cause des animaux qui sont presque tous ligotés.
La représentation d’un enfant ailé assis sur un fauve renverrait au voyage de Dionysos en Inde, lors duquel il ressuscita sous cette forme. Cette mosaïque est intéressante si on la compare à l’amphore apulienne précédemment citée, sur laquelle on a pu voir les liens entre le voyage d’Alexandre le Grand et celui de Dionysos vers l’orient. La présence de cette scène dans la maison du Faune pourrait également être une référence au Macédonien.
La dernière mosaïque avant celle d’Alexandre se trouve au bord du péristyle, il s’agit du seuil du tablinum séparé en trois parties par les colonnes corinthiennes. On y observe une représentation très détaillée et abondante de la faune du Nil. Enfin, entre le premier et le deuxième péristyle, se trouve une mosaïque d’un lieu qui est malheureusement en mauvais état de conservation.
En général les autres mosaïques de la maison du Faune n’ont donc pas de rapport direct à Alexandre le Grand. Certains pensent qu’elles proviendraient d’un palais de Pella et qu’elles auraient été importées, en tant que peinture ou mosaïque, en même temps que la peinture de la Bataille d’Alexandre, mais rien n’a été prouvé. Elles n’ont pas non plus de références romaines dans leur style ou leur iconographie mais sont liées par leur origine et leur style hellénistique. C’est un bon exemple de l’intégration de la culture grecque dans le monde romain.

## Symbolique de la mosaïque d’Alexandre dans son contexte
Tout d’abord, l’image d’Alexandre le Grand est très appréciée. Ses conquêtes et sa bravoure sont enviées par les Romains qui sont eux aussi dans une période de conquêtes. La guerre est ancrée dans les mentalités comme une chose nécessaire et c’est un honneur d’y avoir participé. La mosaïque montre la victoire d’Alexandre et représente cet attrait des Romains pour la grandeur et la réussite. Les Romains reconnaissent la grandeur d’Alexandre et s’en inspirent. Tous aimeraient accomplir les mêmes exploits. La figure d’Alexandre le Grand symbolise donc le pouvoir et la réussite que les Romains s’approprient, comme une passation de pouvoir pour montrer qu’aujourd’hui, la plus grande puissance est Rome et que c’est à son tour de conquérir le monde. À plus petite échelle, cette symbolique représente le propriétaire de la maison comme puissant et ambitieux en l’associant au grand homme qu’était Alexandre.
Cohen évoque également la théorie de Walbank qui définit la mosaïque comme une œuvre moralisatrice. Elle montrerait l’éternel renouvellement du monde politique avec l’apparition et la disparition de nouvelles puissances telles que les Perses, les Macédoniens et prochainement les Romains. En allant dans ce sens, si le propriétaire est effectivement samnite, la mosaïque pourrait être une manière cachée de dire aux Romains qu’ils n’ont pas encore gagné et que les Samnites auront leur revanche. La mosaïque deviendrait donc un indice du déclenchement des guerres sociales du début du Ier siècle av. J.-C. où Pompéi s’est rangée dès le départ du côté des opposants de Rome.
Il n’est pas très professionnel de dire que le propriétaire ait pu acheter cette mosaïque juste parce qu’elle était jolie et chère. Néanmoins, Paul Veyne n’écarte pas non plus la théorie que l’acheteur n’avait pas de raison particulièrement idéologique d’avoir cette mosaïque chez lui. Elle pourrait en effet être un moyen de donner de l’importance à son statut à une époque où l’argent définissait la classe sociale et montrer sa fortune était un moyen d’obtenir un certain prestige. Peut-être qu’il n’avait pas conscience de la symbolique de cette œuvre. G. W. Bowersock nous dit qu’à cette époque, les Romains regardaient la Grèce comme un pays vaincu dont le prestige se tenait dans son passé. Ils la considéraient comme un musée et l’admiraient pour ce qu’elle avait été. L’éclectisme était à cette période symbole de richesse, de pouvoir et de tradition. On peut dire que les Romains étaient des collectionneurs d’art. Ainsi les œuvres grecques prennent une importance capitale dans la vie romaine. De plus, les mosaïques avec des motifs figuratifs n’apparaissent à Pompéi que vers le milieu du Ier siècle av. J.-C., c’est donc un type de mosaïque extrêmement rare pour l’époque et qui devait paraître d’autant plus exceptionnel à côté des peintures murales du premier style de la maison.